# 齐来崇拜歌
齐来崇拜歌或依歌词首句称作齐来，宗主信徒（中国天主教中也译作普天下大欣庆）、齊來欽崇（天主教頌恩），是约翰·弗朗西斯·韦德创作的圣诗。该歌的起源并不明确，有可能于13世纪就写成了。奧克雷（Frederick Oakeley）在1841年將部份歌詞從拉丁文翻譯成英文，威廉布魯克（William T. Brooke，1848-1917）後來又增加部份歌詞的英语譯文。約翰·朱利安（John Julian）的《聖詩辭典》（A Dictionary of Hymnology），認為這首詩有八節。

## 中文歌詞
| 小節   | 齊來崇拜歌                       | 哦來，歡欣敬拜祂                     | 哦來，蒙恩群眾               | 齊來欽崇                         |
| ------ | -------------------------------- | ------------------------------------ | ---------------------------- | -------------------------------- |
| 1.     | 齊來！宗主信徒，快樂又歡欣，     | 哦來，蒙恩群眾，快樂而又歡欣；       | 哦來，蒙恩群眾，釋放而歡騰， | 信友們快起來，一齊高聲歌唱，     |
|        | 齊來！一齊來，大家上伯利恆。     | 哦來，速速來，同到伯利恆，           | 同來稱謝主，歌祂恩何豐盛！   | 同歌頌奏凱音，前往白冷郡。       |
|        | 來朝見聖嬰，新生王已降生；       | 歡然朝見祂—天國永遠君王。            | 祂贖你罪過，又賜你神生命。   | 耶穌聖嬰已誕生在馬槽中。         |
| （副） | 齊來虔誠同崇拜，齊來虔誠同崇拜， | 哦來，歡欣敬拜祂；哦來，歡欣敬拜祂； | 同來稱謝耶穌，同來稱謝耶穌， | 我們齊來欽崇他，我們齊來欽崇他， |
|        | 齊來虔誠同崇拜主基督。           | 哦來，歡欣敬拜祂—基督我主。          | 同來稱謝耶穌，我救主基督。   | 我們齊來欽崇降生的救主。         |
|        |                                  |                                      |                              |                                  |
| 2.     | 天上何其榮華，祂竟甘願捨，       | 祂是真神光輝，祂是光中之光，         | 哦來，蒙愛群眾，穩固不搖動， | 天上真主降生，童貞女作親娘，     |
|        | 虛心並不嫌，童貞女胎中生。       | 祂是真神光輝，祂是光中之光，         | 同來頌揚主，唱祂愛何深泓！   | 他原本是無始，真光的真光。       |
|        | 真主的真主，藉此生，成肉身；     | 歡然朝見祂—天國永遠君王。            | 祂已拯救你，又永住你心中。   | 他非受造物與聖父同永生。         |
| （副） | 齊來虔誠同崇拜，齊來虔誠同崇拜， | 哦來，歡欣敬拜祂；哦來，歡欣敬拜祂； | 同來頌揚耶穌，同來頌揚耶穌   | 我們齊來欽崇他，我們齊來欽崇他， |
|        | 齊來虔誠同崇拜主基督。           | 哦來，歡欣敬拜祂—基督我主。          | 同來頌揚耶穌，我救主基督。   | 我們齊來欽崇降生的救主。         |
|        |                                  |                                      |                              |                                  |
| 3.     | 天使結成樂隊，歡然同歌唱，       | 唱阿！天使天軍，揚起歡樂歌聲；       | 哦來，蒙召群眾，聖潔又光榮， | 眾牧童喜盈盈，捨羊群忙趕程，     |
|        | 光明眾天軍，來高聲同讚揚。       | 唱阿！天使天軍，揚起歡樂歌聲；       | 哦來，蒙召群眾，聖潔又光榮， | 到馬槽致崇敬，新生的救星。       |
|        | 至高的處所，榮耀歸與君王；       | “榮耀歸神，榮耀歸於至高神！”         | 祂是萬有主，又是王至高聳。   | 我今同喜慶歌頌叩拜聖嬰。         |
| （副） | 齊來虔誠同崇拜，齊來虔誠同崇拜， | 哦來，歡欣敬拜祂；哦來，歡欣敬拜祂； | 同來敬拜耶穌，同來敬拜耶穌， | 我們齊來欽崇他，我們齊來欽崇他， |
|        | 齊來虔誠同崇拜主基督。           | 哦來，歡欣敬拜祂—基督我主。          | 同來敬拜耶穌，我救主基督。   | 我們齊來欽崇降生的救主。         |
|        |                                  |                                      |                              |                                  |
| 4.     | 救主生於今晨，我眾來歡迎，       | 歡迎！救主，歡迎！降生特為救贖；     |                              |                                  |
|        | 天人諸榮耀，完全歸主一身。       | 願耶穌我恩主永受尊敬：               |                              |                                  |
|        | 大哉！父本像，藉聖子來顯明；     | “奇哉，主真道；神藉肉身顯明！        |                              |                                  |
| （副） | 齊來虔誠同崇拜，齊來虔誠同崇拜， | 哦來，歡欣敬拜祂；哦來，歡欣敬拜祂； |                              |                                  |
|        | 齊來虔誠同崇拜主基督。           | 哦來，歡欣敬拜祂——基督我主。         |                              |                                  |

## 外部連結
- 請來忠信聖徒（O Come All Ye Faithful）請聽聖誕歌聲 （页面存档备份，存于）
- O COME, ALL YE FAITHFUL Cyberhymnal